# Antoine Meillet
Paul Jules Antoine Meillet (11 de novembre del 1866, Moulins-sur-Allier – 21 de setembre del 1936, Châteaumeillant) va ser un dels lingüistes francesos més importants de principis del segle xx. Meillet va començar els seus estudis a la Sorbona, on va rebre la influència de Michel Bréal, Ferdinand de Saussure, i els membres de l'Année Sociologique. El 1890 va formar part d'un viatge de recerca al Caucas on va estudiar l'armeni. Després de la seva tornada, atès que de Saussure havia tornar a Ginebra, va continuar la sèries de lliçons en gramàtica comparativa que el lingüista suís havia fet anteriorment.
Meillet va completar el seu doctorat, Recerca sobre l'ús del genitiu-acusatiu a l'antic eslau, el 1897. El 1902 va prendre possessió d'una càtedra sobre l'armeni a l'École des langues orientales. El 1905 va ser escollit per al Collège de France, on va ensenyar sobre la història i l'estructura de les llengües indoeuropees. Va treballar estretament amb lingüistes destacats com ara Paul Pelliot i Robert Gauthiot.
Avui en dia es recorda a Meillet com el mentor d'un generació sencera de lingüistes i filòlegs que esdevindrien centrals a la lingüística francesa del segle xx, com ara Émile Benveniste, Georges Dumézil, i André Martinet.

## Antoine Meillet i els estudis homèrics
A la Sorbona, al començament de 1924, Meillet va supervisar Milman Parry. El 1923, un any abans que Milman Perry comencés els seus estudis amb Meillet, Meillet va escriure les línies següents (que Parry cita en la primera de les seves tesis franceses):
| « | L'èpica homèrica està composta enterament per fórmules passades successivament de poeta a poeta. Un examen de qualsevol passatge revelarà ràpidament que està formada per línies i fragments de línies que es reprodueixen paraula per paraula en un o un seguit d'altres passatges. Fins i tot aquelles línies les parts de les quals resulta que no apareixen en cap altre passatge tenen el mateix caràcter de fórmula, i és sense dubte pura sort que no es puguin trobar en cap altre lloc. | » |

Meillet va oferir la seva opinió de què aquest patró (l'anomenada teoria de l'oralitat) pot ser una característica distintiva de l'èpica transmesa oralment (un exemple de la qual es diu que és la Ilíada). Meillet va suggerir a Parry que observés el mecanisme d'una tradició oral viva per confirmar si aquest suggeriment era vàlid; també va introduir Parri a l'estudiós eslové Matija Murko, que havia escrit extensament sobre la tradició èpica heroica en serbocroata i particularment a Bòsnia amb l'ajuda d'enregistraments fonogràfics. De la recerca resultant de Parry sobre Bòsnia, els registres de la qual estan ara allotjades a la Universitat Harvard, ell i el seu estudiant Albert Lord van revolucionar els estudis homèrics.

## Meillet i les llengües internacionals
Meillet va donar suport a l'ús d'una llengua auxiliar internacional. Al seu llibre A la recerca de la llengua perfecta, Umberto Eco cita Meillet dient «Qualsevol tipus de discussió teòrica és inútil, l'Esperanto està funcionant». Addicionalment, Meillet va ser un consultor amb la International Auxiliary Language Association, que va presentar Interlingua el 1951.

## Publications
- 1902-05: Études sur l'étymologie et le vocabulaire du vieux slave. Paris, Bouillon.
- 1903: Esquisse d'une grammaire comparée de l'arménien classique.
- 1903: Introduction à l'étude comparative des langues indo-européennes.
- 1908: Les dialectes indo-européens.
- 1913: Aperçu d'une histoire de la langue grecque.
- 1913: Altarmenisches Elementarbuch.
- 1917: Caractères généraux des langues germaniques (rev. edn. 1949)
- 1921: Linguistique historique et linguistique générale.
- 1923: Les origines indo-européennes des mètres grecs.
- 1924: Les langues du monde (co-editor with Marcel Cohen). (Collection linguistique, 16.) Paris: Champion. (2nd edn. 1952)
- 1924: Le slave commun
- 1928: Esquisse d'une histoire de la langue latine.
- 1925: La méthode comparative en linguistique historique (The comparative method in historical linguistics translated by Gordon B. Ford, Jr., 1966)
- 1932: Dictionnaire étymologique de la langue latine.